# Clifford Andre
Clifford Andre (* 1. Juli 1970) ist ein seychellischer Rechtsanwalt, Offizier und Politiker der Fortschrittsfront des seychellischen Volkes (SPPF), der Volkspartei (PL) und später der Linyon Demokratik Seselwa (LDS), der unter anderem Mitglied der Nationalversammlung ist.

## Leben
Clifford Andre absolvierte eine Ausbildung zum Militärjuristen am Military Law Institute in Kamptee in Indien und wurde 1994 als Judge Advocate General Militäranwalt sowie 1995 Leutnant der Seychellischen Volksverteidigungsarmee SPDF (Seychelles People’s Defence Force). Während dieser Zeit begann er ein Studium der Rechtswissenschaften an der University of East London, welches er 1999 mit einem Bachelor of Laws (LL.B.) mit Auszeichnung abschloss. Nach seiner Beförderung zum Hauptmann absolvierte er ein postgraduales Studium im Fach Seerecht am International Maritime Law Institute (IMLI) in Malta, das er mit einem Master of Laws (LL.M. Maritime Laws) beendete. 2008 schied er aus dem Dienst der SPDF, nachdem er bereits 2007 die Anwaltskanzlei Clifford Andre & Project Management gegründet hatte, die er seither als Inhaber betreibt.
Bei der Wahl vom 10. bis 12. Mai 2007 wurde Andre auf der Liste der Fortschrittsfront des seychellischen Volkes SPPF (Seychelles People’s Progressive Front) zum Mitglied der Nationalversammlung gewählt, der er in der vierten Legislaturperiode (2007 bis 2011) angehörte. Nachdem er aus der Volkspartei PL (Parti Lepep), die 2009 aus der SPPF hervorging, ausgetreten war, schloss er sich der oppositionellen Demokratische Allianz/Union der Seychellen LDS (Linyon Demokratik Seselwa) an. Bei der Wahl vom 8. bis 10. September 2016 wurde er für die LDS im Wahlkreis „Anse Aux Pins“ wieder zum Mitglied der Nationalversammlung gewählt und gehört dieser nach seiner Wiederwahl bei der Parlamentswahl am 20. /22. Oktober 2020 seither in der sechsten und siebten Legislaturperiode an. In der aktuellen siebten Legislaturperiode (2020 bis 2025) ist er Vorsitzender des Verteidigungs- und Sicherheitsausschusses und zugleich Vorsitzender des Ausschusses zur Prüfung von Gesetzesentwürfen (Scrutiny of Bills Committee). Er ist ferner Mitglied des Ausschusses für Ernährungssicherheit und nachhaltige Entwicklung (Food Security & Sustainable Development Committee) sowie Mitglied der Gemeinsamen Parlamentarischen Versammlung der Organisation Afrikanischer, Karibischer und Pazifischer Staaten und der Europäischen Union (AKP–EU).

## Weblink
- Hon. Clifford Andre. In: Homepage der Nationalversammlung. Abgerufen am 16. Dezember 2024 (englisch).